# Повратак чаробњака: Алекс против Алекс
Повратак чаробњака: Алекс против Алекс (енгл. The Wizards Returnn: Alex vs. Alex) америчка је специјална епизода базирана на оригиналној серији Дизни канала Чаробњаци с Вејверли Плејса. Режисер је Виктор Гонзалес и снимана је током октобра и новембра 2012. у студију Дизни канала. Цела глумачка екипа појавила се у епизоди, осим Дејвида Хенри, иако се његов лик спомиње. Филм се фокусира на породично путовање породице Русо, Харпер и Мејсона у Италију. Специјал се приказао 15. марта 2013. на Дизни каналу у Сједињеним Америчким Државама. Специјал је имао 5,9 милиона гледалаца.

## Радња
Породица Русо, Харпер и Алексин дечко, Мејсон, организују „другу” журку за Џастина због преузимања Виз теха. Ученик по имену Доминик посећује породицу како би их обавестио да је Џастин презаузет да би се извукао са посла и флертује са Алекс, што чини Мејсона љубоморним. Џери најављује породично окупљање у Тоскани, Италија. Алекс креира портал између Италије и Њујорка како би олакшала путовање, али га је Џери уклонио јер је Алекс била незрело себична.
После разговора са Домиником, Алекс покушава да докаже да она није неодговорни чаробњак за кога је бацала чаролију да протерује негативне делове њене личности, али случајно ствара злу рефлексију себе у огледалу. Зла Алекс излази из огледала и креће у Италију. У међувремену, Макс привлачи пажњу једне италијанске девојке и покушава да је пронађе, а Џери и Тереза следе како би га вратили. Случајно се сусрећу са својим рођацима и окупљање почиње рано.
Зла Алекс налази и заробљава Макса, Џерија и Терезу уз помоћ још једног анонимног чаробњака, који је касније откривен као Доминик. Харпер и Алекс их прате у Пизу, у којој је Харпер заробљена. Доминик жели да преузме свет користећи Алексину магију и да ухвати све смртнике у ситним перлама кроз репликатор инсталираног на врху торња. Када одбије, зла Алекс иде да ухвати Мејсона.
Да би спасила своју породицу, Алекс пролази са Доминиковим планом и када добије наруквицу у којој је њена породица заробљена, управо ће преокренути тај чин. Одмах се пребацује и проглашава кривом за покушај уништења смртног свeта, са Доминиковим свесним исказом. Касније је спашава Мејсон који успева да побегне из заточеништва. Две трке су се вратиле у Пизу, у којој је зла Алекс и добра Алекс завршили у бици магијом и борили се у кући Русових и Џамботрону, док се Мејсон бори Домиником. Алекс успева да спаси своју породицу из руку зле Алекс.
Када Доминик избаци Мејсона, Алекс ће га победити. Зла Алекс и Доминик удружују снаге против ње, али успева да уништи једну од њих и ослободи своју породицу. После тога, Мејсон гура Доминика са торња. Зла Алекс реформира и Алекс одустаје од њених снага да униште њену злобну близнакињу. На крају је Алекс вратила магију. Породица Русо, Харпер и Мејсон уживају у преосталом састанку породице пре него што се врате у подстаницу.
Филм се завршио са Алекс која је рекала Харпер да неко време треба да остане у Италији јер су се Џери и Тереза узнемирили због тога што је њихов дневни боравак уништен због битке обе Алекс.

## Улоге
| Глумац               | Улога          |
| -------------------- | -------------- |
| Селена Гомез         | Алекс Русо     |
| Џејк Т. Остин        | Макс Русо      |
| Џенифер Стоун        | Харпер Финкл   |
| Грег Салкин          | Мејсон Грејбек |
| Бо Мирчоф            | Доминик        |
| Марија Каналс Барера | Тереза Русо    |
| Дејвид Делуиз        | Џери Русо      |

## Продукција

### Кастинг
Већина глумаца серије Чаробњаци с Вејверли Плејса (са изузетком од Дејвида Хенрија као Џастин Русо, често се помиње) глумила је у специјалном издању.

### Снимање
Повратак чаробњака: Алекс против Алекс је снимљен у Калифорнији, са позадинским сетовима за сцене у Италији. Специјал је снимљен од 22. октобра 2012. до 10. новембра 2012. године.

## Издање
Специјал је премијерно приказан као телевизијски специјал 15. марта 2013. године у Сједињеним Државама.

## Пријем
Ова епизоду је погледало 5,9 милиона гледалаца на дан почетног пуштања. У Великој Британији, епизоду је премијерно погледало 575.000 гледалаца што је чинило трећу најгледанију епизоду Дизни канала УК-а.

## Издање за кућну употребу
Специјал је издат ексклузивно на ДВД-у 25. јуна 2013. године у издању који је укључивао дугорочну завршну епизоду Чаробњака с Вејверли Плејса, „Ко ће бити породични чаробњак?” као бонус функција. Актуелни специјални модел представљен је у оригиналном размеру од 1.78: 1, са аудиом и поднасловима на енглеском, шпанском и француском.